# فردریک دمون‌فوکون
فردریک دمون‌فوکون (فرانسوی: Frédéric Demontfaucon‎؛ زادهٔ ۲۴ دسامبر ۱۹۷۳) جودوکار اهل فرانسه است.
وی در مسابقات کشوری و بین‌المللی در مجموع برندهٔ ۱ مدال طلا، ۳ مدال برنز شده‌است.